# Уиндермир (Флорида)
Уиндермир (англ. Windermere) — муниципалитет, расположенный в округе Ориндж (штат Флорида, США) с населением в 1897 человек по статистическим данным переписи 2000 года.

## География
По данным Бюро переписи населения США муниципалитет Уиндермир имеет общую площадь в 2,85 квадратных километров, водных ресурсов в черте населённого пункта не имеется.
Муниципалитет Уиндермир расположен на высоте 37 м над уровнем моря.

## Демография
По данным переписи населения 2000 года в Уиндермирe проживало 1897 человек, 561 семья, насчитывалось 704 домашних хозяйств и 723 жилых дома. Средняя плотность населения составляла около 665,61 человек на один квадратный километр. Расовый состав населённого пункта распределился следующим образом: 95,68 % белых, 1,3 % — чёрных или афроамериканцев, 0,05 % — коренных американцев, 2,00 % — азиатов, 0,69 % — представителей смешанных рас, 0,32 % — других народностей. Испаноговорящие составили 3,53 % от всех жителей.
Из 704 домашних хозяйств в 36,9 % воспитывали детей в возрасте до 18 лет, 70,3 % представляли собой совместно проживающие супружеские пары, в 6,5 % семей женщины проживали без мужей, 20,2 % не имели семей. 17,3 % от общего числа семей на момент переписи жили самостоятельно, при этом 6,7 % составили одинокие пожилые люди в возрасте 65 лет и старше. Средний размер домашнего хозяйства составил 2,69 человек, а средний размер семьи — 3,05 человек.
Население муниципалитета по возрастному диапазону по данным переписи 2000 года распределилось следующим образом: 27,5 % — жители младше 18 лет, 5,1 % — между 18 и 24 годами, 25,8 % — от 25 до 44 лет, 30,5 % — от 45 до 64 лет и 11,1 % — в возрасте 65 лет и старше. Средний возраст жителей составил 41 год. На каждые 100 женщин в Уиндермирe приходилось 104,2 мужчин, при этом на каждые сто женщин 18 лет и старше приходилось 96,3 мужчин также старше 18 лет.
Средний доход на одно домашнее хозяйство составил 88 809 долларов США, а средний доход на одну семью — 105 737 долларов. При этом мужчины имели средний доход в 80 693 доллара США в год против 37 321 доллар среднегодового дохода у женщин. Доход на душу населения составил 88 809 долларов в год. 2,4 % от всего числа семей в населённом пункте и 3,1 % от всей численности населения находилось на момент переписи населения за чертой бедности, при этом 3,0 % из них были моложе 18 лет и 9,1 % — в возрасте 65 лет и старше.